# Port lotniczy Big Bend-Matata
Port lotniczy Big Bend-Matata (ang. Big Bend-Matata Airport, ICAO: FDBM) – port lotniczy położony blisko Big Bend (Eswatini).